# Nadine Heinze

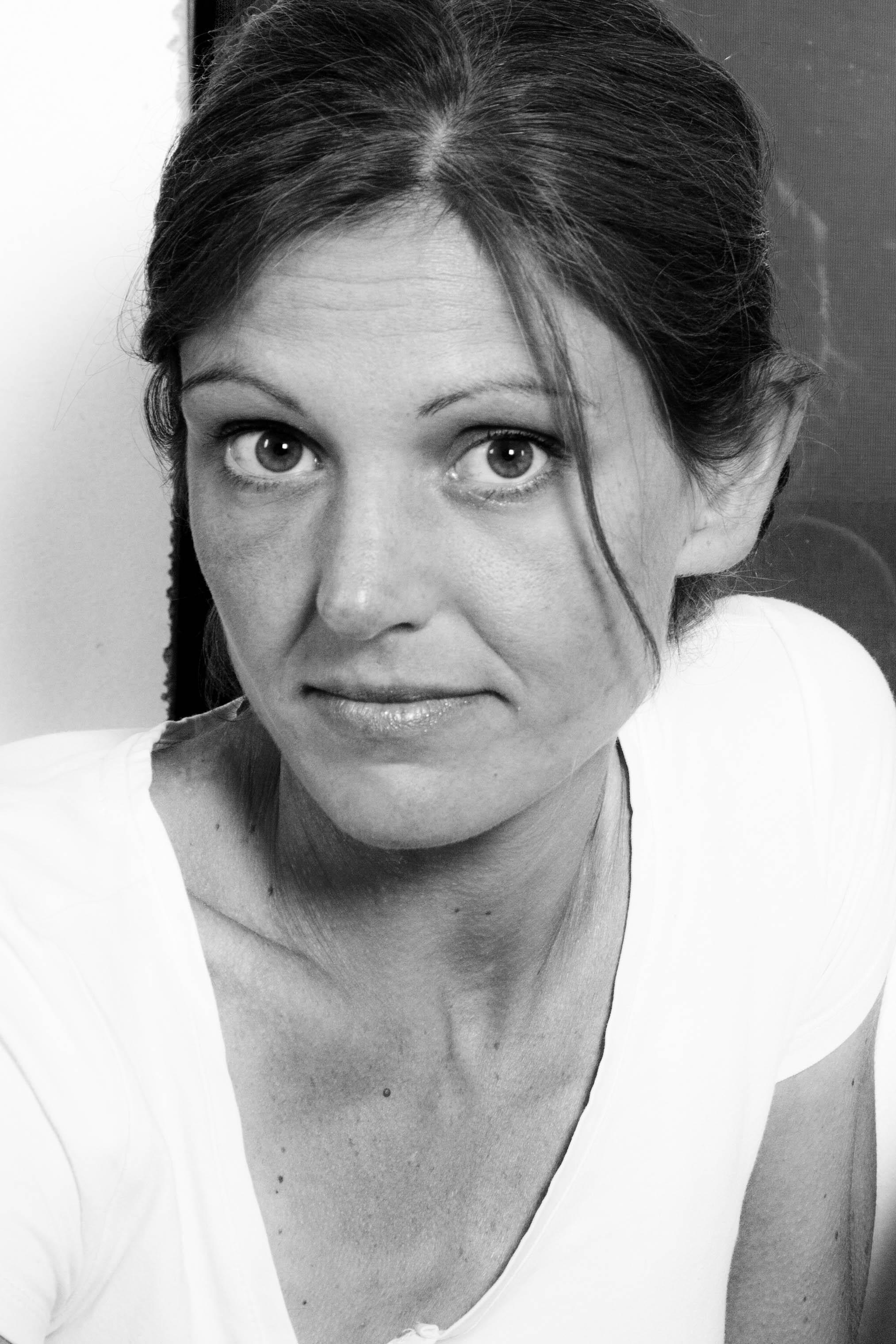
Nadine Heinze (2013)

Nadine Heinze (* 1980 in Dülmen) ist eine deutsche Drehbuchautorin und Regisseurin.

## Leben
Nach einem  Studium der Kommunikations- und Medienwissenschaften arbeitet sie seit 2005 als Filmemacherin.
Gemeinsam mit Marc Dietschreit entstanden ab 2005 Kurz- und Langfilme, die auf  Festivals ausgewertet wurden, unter anderem der Independent-Spielfilm Balkonien mit Elmar Kochanke und Andreas Kunze, sowie 46/47, ein Kurzfilm zum Thema Down-Syndrom. Außerdem entstand in dieser Zusammenarbeit 2014 ihr Kinospielfilm-Debüt Das fehlende Grau, der bei den 48. 48. Internationalen Hofer Filmtagen uraufgeführt wurde.
Nadine Heinze lebt und arbeitet gemeinsam mit Marc Dietschreit in Duisburg.

## Filmografie
- 2007: Self in Stone, Kurzfilm, 8 Minuten
- 2010: Amplitude Nord, Kurzfilm, Experimentalfilm, 8 Minuten
- 2010: Balkonien, Independent-Spielfilm, 85 Minuten, mit Elmar Kochanke, Andreas Kunze u. a.
- 2010: Die Panne, Kurzfilm, 10 Minuten
- 2011: 46/47, Kurzfilm, 8 Minuten, FSK: ohne Altersbeschränkung, Prädikat wertvoll der deutschen Filmbewertungsstelle (FbW)
- 2014: Das fehlende Grau, Kinospielfilm, 79 Minuten
- 2021: Die Vergesslichkeit der Eichhörnchen, Kinospielfilm, 108 Minuten
- 2021: La mémoire de l'amour

## Festivals und Preise

### 2010
- „Kurzschluss 2010“, Duisburg, Gewinner des Publikumspreises für Die Panne[1]
- „33. Duisburger Akzente“ im Rahmen der Kulturhauptstadt Europas 2010, offizieller Beitrag Balkonien[2]
- „European Accents“ Perm, Russland 2010, offizieller Beitrag Balkonien

### 2012
- „16. Sofia International Filmfestival SIFF 2012“, offizieller Beitrag 46/47[3]
- „Amsterdam Film Festival New York“, 2012, Winner: Excellence in Cinematography Award für 46/47[4]
- „The Other Film Festival“, Melbourne 2012, offizieller Beitrag 46/47[5]
- „International Disability Film Festival Moscow“, 2012, offizieller Beitrag 46/47
- „International Short Film Festival Detmold“, ISFF 2012, offizieller Beitrag 46/47[6]

### 2013
- „KurzSchluß.zwei“, Duisburg 2013, offizieller Beitrag 46/47, Gewinner des Preises gegen Ausgrenzung und für Toleranz der Initiative „Die AnStifter“[7]
- „Sprout Festival“, Metropolitan Museum of Art, New York 2013, offizieller Beitrag 46/47[8]

### 2014
- „48. Internationale Hofer Filmtage“, Hof, 2014, offizieller Beitrag Das fehlende Grau[9]
- „Exposed Festival“, Köln, 2014, offizieller Beitrag Das fehlende Grau[10]